# Protection Spells
Protection Spells è un album in studio del gruppo musicale statunitense Songs: Ohia, pubblicato nel 2000.

## Tracce
Tutte le tracce sono state scritte da Jason Molina.

1. Trouble Will Find You
2. The Moon Undoes It All
3. Darkness That Strong
4. Keep Only One of Us Free
5. The World at the End of the World
6. Fire on the Shore
7. Mighty Like Love, Mighty Like Sorrow
8. The One Red Star
9. Whenever I Have Done a Thing in Flames